# انتروباکتر
انتروباکتر به یک جنس ازباکتری گرم منفی گفته می‌شود که باعث بیماری‌های گوارشی می‌شوند. این باکتری از خانواده انتروباکتریاسه است.انتروباکترها انواع متنوعی دارند که از آن جمله می‌توان به:
- انتروباکتر آئروژنز  Enterobacter aerogenes
- انتروباکتر ساکازاکی  Enterobacter sakazakii

اشاره کرد.

## جنس آنترو باکتر
اعضای این جنس به‌طور گسترده در طبیعت در آب، خاک، فاضلاب و مدفوع یافت می‌شوند. از میان اعضای این جنس گونه آنتروباکتر آئروژنز به عنوان یک بیماریزای فرصت طلب شناخته شده‌است. آنترو باکتر آئروژنز عامل تورم پستان در گاو، عفونت‌های رحمی در مادیان و به ندرت عامل سندرم تورم پستان - تورم رحم - آگالاکسی MMA در خوک است.
انتروباکتر آئروژنز کپسول کوچکی داشته و ممکن است به صورت آزاد یا در داخل روده یافت شود و می‌تواند عفونت‌های ادراری و Sepsis ایجاد کند.

## سطح ضدباکتریایی آلیاژهایمس
با آزمایش‌های بسیار، نشان داده شده‌است که سطح مس و آلیاژهای آن، باکتری انتروباکتر آئروژنز را در کمتر از ۲ ساعت از زمان آلودگی نابود می‌کند. این نتایج، نویدبخش غلبه بر عفونت‌های بیمارستانی است. استفاده از مس در قسمت‌های فلزی تخت و میز بیمار، شیرآلات و دستگیره درها، سینی، سینک و غیرو، به ویژه در بخش مراقبت‌های ویژه بیمارستان‌ها، سبب کاهش انتقال باکتری به دیگر افراد خواهد شد.